# Notophyson obsoleta
Notophyson obsoleta là một loài bướm đêm thuộc phân họ Arctiinae, họ Erebidae.